# Kad Merad
Kad Merad (* 27. března 1964 Sidi Bel Abbès, Alžírsko, jako Kaddour Merad) je francouzsko-alžírský herec, komik, režisér a scenárista. Proslavil se v komediální dvojici Kad et Olivier, v níž působil spolu s komikem Olivierem Barouxem.

## Životopis
V mládí byl bubeníkem a zpěvákem v několika rockových skupinách. Mimo jiné si zahrál v klubu Méditerranée se skupinou Gigolo Brothers. Poté jej uchvátilo divadlo a v divadelních kurzech pod vedením Jacqueline Duc si zahrál v klasických hrách. Právě na těchto hodinách potkal svou budoucí manželku Emmanuelle Cosso.
V roce 1991 začal pracovat v pařížském rockovém rádiu Oüi FM, kde se setkal s Olivierem Barouxem, se kterým vytvořil komické duo Kad et Olivier. Kromě komediálních rozhlasových pořadů se na začátku 3. tisíciletí také začal objevovat v malých filmových rolích. V roce 2003 se objevil ve filmu Absolutně Scary, k němuž s Barouxem napsal scénář. V roce 2006 si zahrál ve filmu Neboj, jsem v pořádku. Za svůj herecký výkon si o rok později vysloužil Césara pro nejlepšího herce ve vedlejší roli.
V roce 2008 se mezinárodně proslavil rolí Phillipa Abramse v komerčně úspěšné komedii Danyho Boona, Vítejte u Ch'tisů. V roce 2019 moderoval předávání Césarů, kritici jej však ohodnotili negativně, například deník Le Figaro jeho výkon nazval „zklamáním“.

## Osobní život
Je rozvedený, z předchozího vztahu se spisovatelkou Emmanuelle Cosso-Merad má syna Kalila (* 2004). Od roku 2014 žije s herečkou Juliou Vignali, která má z předchozího vztahu syna Luigiho (* 2008).

## Filmografie

### Herecká filmografie

#### Celovečerní filmy
- 1992: Útěk bláznů: policista na nádraží (neuveden v titulcích)
- 2001: La Stratégie de l'échec : pan Golden
- 2001: La Grande vie: motorkář
- 2003: Le Pharmacien de garde: lékař
- 2003: La beuze: ředitel Pacific Recordings
- 2003: Absolutně Scary: Richard Bullit
- 2003: Rien que du bonheur: Pierre 2
- 2003: Les Clefs de bagnole: herec, který odmítá natáčet s Laurentem
- 2004: Slavíci v kleci: Chabert
- 2004: Daltoni: mexický vězeň
- 2005: Velký vezír: džin Ouzmoutousouloubouloubombê[2]
- 2006: Jízdenka do vesmíru: Cardoux
- 2006: Neboj, jsem v pořádku: Paul Tellier
- 2006: Šikovný chlapík: Paul Thalman
- 2006: Vytrvalí: Gérard Mathieu
- 2006: Essaye-moi: Vincent
- 2007: Myslím, že ji miluji: Rachid
- 2007: Maminčina hlava: Jacques Charlot
- 2007: Pur Week-end: Frédéric Alvaro
- 2007: Trois amis: Baptiste „Titi“ Capla
- 2007: Ce soir je dors chez toi: Jacques
- 2008: Vítejte u Ch'tisů: Philippe Abrams
- 2008: Modern Love: Olivier
- 2008: Paříž 36: Jacky
- 2008: Mé hvězdy a já: Robert Pelage
- 2009: Safari: Richard Dacier
- 2009: Après l'océan: Tangův strýc
- 2009: Mikulášovy patálie: Mikulášův otec
- 2009: RTT : Arthur
- 2010: Dva pitomci z Paříže: Michel Boudriau
- 2010: 22 výstřelů: Tony Zacchia
- 2010: L'Italien: Mourad Ben Saoud / Dino Fabbrizi
- 2011: Studnařova dcera: Félipe Rambert
- 2011: Fotr na inzerát: Robert Pique
- 2011: Zbohatlíci: rybář
- 2011: Knoflíková válka: Lebracův otec
- 2012: JC comme Jésus Christ: hvězda
- 2012: Superstar: Martin
- 2012: Mais qui a re-tué Pamela Rose ?: Richard Bullit
- 2013: Des gens qui s'embrassent: Roni
- 2013: Le Grand Méchant Loup: Louis
- 2014: Superhypochondr: Dimitri Zvenka
- 2014: Mikulášovy patálie na prázdninách: Mikulášův otec
- 2014: On a marché sur Bangkok: Serge
- 2014: Disparue en hiver: Daniel
- 2015: Bis: Patrice
- 2015: Pařížská blbka: hrál sám sebe
- 2015: On voulait tout casser: Kiki
- 2016: Marseille: Paolo
- 2016: La Folle Histoire de Max et Léon (cameo)
- 2017: Alibi na klíč: pan Godet
- 2017: La Mélodie: Simon
- 2018: Brillantissime: doktor Steinman
- 2018: La Ch'tite famille: hrál sám sebe
- 2018: Le Doudou: Michel
- 2018: Comme des rois: Joseph
- 2018: Le Gendre de ma vie: Stéphane

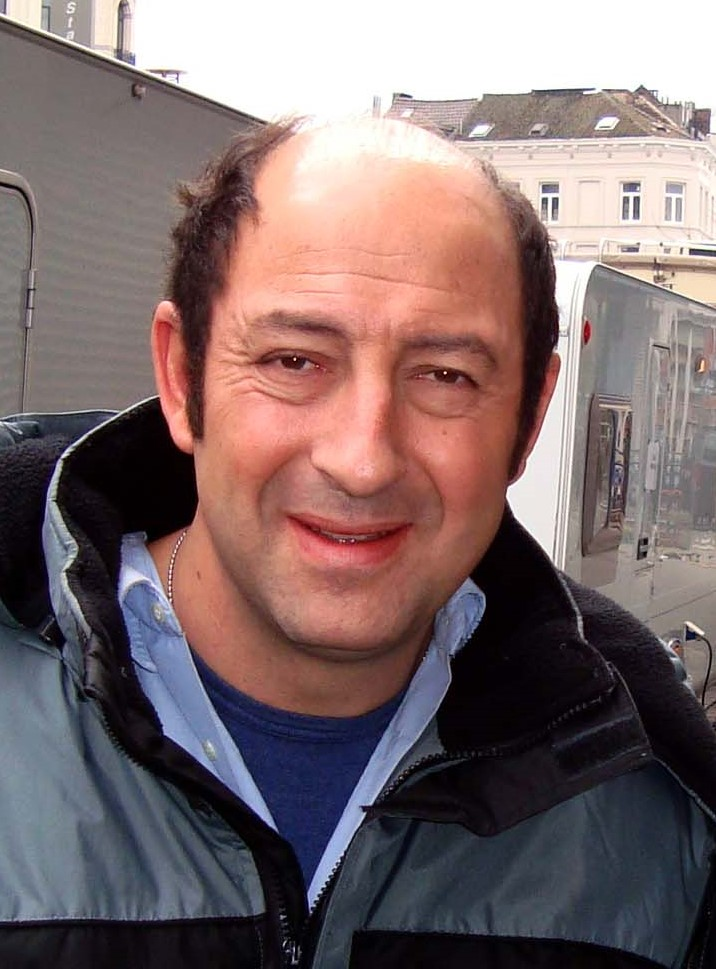
Kad Merad v roce 2008

- 2019: Just a gigolo: Alex
- 2020: Une belle équipe: Marco
- 2020: Un triomphe: Etienne

#### Televize
- 1991: Tribunal: Ahmed Ben Mabrouk
- 2001: Camera cafe: psychopat
- 2001–2002: Burger Quiz: moderátor
- 2015: Peplum: Timo
- od r. 2016: Baron noir: Philippe Rickwaert (3 série)
- 2019: Capitaine Marleau: Daniel Rivière
- 2019: La Part du soupçon: Thomas Kertez

### Režisérská filmografie
- 2011: Fotr na inzerát
- 2012: Mais qui a retué Pamela Rose ? (s Olivierem Barouxem)
- 2016: Marseille

### Scenáristická filmografie
- 2003: Absolutně Scary (s Olivierem Barouxem a Julienem Rappeneauem)
- 2006: Jízdenka do vesmíru (s Olivierem Barouxem a Julienem Rappeneauem)
- 2012: Mais qui a retué Pamela Rose ? (s Olivierem Barouxem a Julienem Rappeneauem)
- 2019: Just a gigolo (s Olivierem Barouxem)

## Divadlo
- 1992: Sylvian Bruchon: Histoires Camiques, režie Michel Feder, Théâtre le Funambule
- 2010: Miklós László: Rendez-vous, režie Jean-Luc Revol, Théâtre de Paris
- 2016: Xavier Durringer: Acting, režie Xavier Durringer, Théâtre des Bouffes-Parisiens
- 2020: Amanda Sthers a David Foenkinos: Amis, režie Kad Merad, Théâtre de la Michodière

## Ocenění a nominace
- 2007: César pro nejlepšího herce ve vedlejší roli, za film Neboj, jsem v pořádku
- 2017: nominace na International Emmy Award (mezinárodní Cena Emmy), za roli v seriálu Baron noir[3]